# ヌーリスターン人
ヌーリスターン人（ヌーリスターンじん、Nuristani）は、中央アジア・南アジアのアフガニスタンを中心に居住する民族である。ヌーリスタン人やヌリスタニ人とも呼ばれる。
アフガニスタン北東部のヌーリスターン州に住み、一部はパキスタンの北西辺境州 のチトラル地区にも住む。金髪、紺碧目で色白という北ヨーロッパ人と同じような外見を持ち、特に子ども時代はその傾向が強い。そのため、一説には当時この地を通った、ギリシャのアレキサンダー大王の軍隊の末裔であるという説もある。言語はインド・イラン語派のヌーリスターン語群であるが、第二言語としてダリー語やペルシャ語、パシュトー語も話す。